# China (album)
Pour les articles homonymes, voir China.
Albums de Vangelis
Beaubourg
(1978) Odes
(1979)
China est un album studio du compositeur grec Vangelis, sorti en 1979.

## Historique
China est le premier album de Vangelis sorti chez Polydor, après la fin de son contrat avec RCA Records. C'est un album-concept autour de la Chine, pays que le musicien n'a pourtant jamais visité.
La même année, sort un 45 tours intitulé The Long March (qui reprend en fait la partie principale du titre Chung Kuo de l'album), avec en face B The Long March (Part II), une version augmentée sur laquelle une partie vocale interprétée par des enfants d'une école primaire de Twinkenham a été ajoutée. Les profits de la vente du 45 tours sont reversés à l'Unicef,.

## Liste des titres
| 1. | Chung Kuo        | 5:31 |
| 2. | The Long March   | 2:01 |
| 3. | The Dragon       | 4:13 |
| 4. | The Plum Blossom | 2:36 |
| 5. | The Tao of Love  | 2:44 |
| 6. | The Little Fete  | 3:01 |

| 1. | Yin & Yang | 5:48  |
| 2. | Himalaya   | 10:35 |
| 3. | Summit     | 4:48  |

## Culture populaire
On peut entendre un extrait de The Little Fete dans la publicité Share the Fantasy No 5 de 1979 réalisée par Ridley Scott. Ce dernier collaborera par la suite avec Vangelis pour le film Blade Runner (1982).
Comme d'autres compositions de Vangelis, Himalaya apparaît dans la série documentaire de Carl Sagan en 1980, Cosmos.

## Crédits
- Vangelis Papathanassiou : compositeur, tous les instruments, arrangeur, producteur, conception graphique[5]
- Michel Ripoche : solo de violon sur The Plum Blossom
- Texte récité par Yeung Hak-Fun et Koon Fook Man sur The Little Fete
- Jo Mirowski : direction artistique
- Andy Hendriksen, Keith Spencer-Allen et Raphael Preston : ingénieurs du son
- Veronique Skawinska : photographies